# Valkyrie Anatomia: The Origin
Valkyrie Anatomia: The Origin (ヴァルキリーアナトミア -ジ・オリジン-, Varukirī Anatomia: Ji Orijin) est un jeu vidéo de rôle développé et édité par Square Enix, sorti en 2016 sur iOS et Android.

## Accueil
En deux semaines, le jeu a été téléchargé plus d'un million de fois.